# 15276 Diebel
15276 Diebel là một tiểu hành tinh vành đai chính. Được phát hiện ngày 14 tháng 04, 1991 bởi Carolyn S. Shoemaker và David H. Levy ở Đài thiên văn Palomar.